# Agiripalli
Agiripalli là một trong 50 mandal thuộc huyện Krishna, bang Andhra Pradesh. 